# Interlands Deens voetbalelftal 2000-2009
Deze pagina toont een chronologisch en gedetailleerd overzicht van de interlands die het Deens voetbalelftal speelde in de periode 2000 – 2009.

## Interlands

### 2000
|                                                                       |                                    |       |                      |                                                                                    |
| 29 maart Vriendschappelijk № 639 «onderlinge duels» 21:00 uur (UTC+1) | Portugal                           | 2 – 1 | Denemarken           | Estádio Municipal, Leiria Toeschouwers: 9.000 Scheidsrechter: John McDermott (IRL) |
| 29 maart Vriendschappelijk № 639 «onderlinge duels» 21:00 uur (UTC+1) | Rui Costa 41' (pen.) Luís Figo 51' |       | 4' Jon Dahl Tomasson | Estádio Municipal, Leiria Toeschouwers: 9.000 Scheidsrechter: John McDermott (IRL) |

|                                                                       |            |                       |        |                                                                           |
| 26 april Vriendschappelijk № 640 «onderlinge duels» 20:00 uur (UTC+2) | Denemarken | 0 – 1                 | Zweden | Parken, Kopenhagen Toeschouwers: 28.491 Scheidsrechter: Alain Hamer (LUX) |
| 26 april Vriendschappelijk № 640 «onderlinge duels» 20:00 uur (UTC+2) |            | 37' Jörgen Pettersson |        | Parken, Kopenhagen Toeschouwers: 28.491 Scheidsrechter: Alain Hamer (LUX) |

|                                                                     |                                                   |       |                                              |                                                                            |
| 3 juni Vriendschappelijk № 641 «onderlinge duels» 19:15 uur (UTC+2) | Denemarken                                        | 2 – 2 | België                                       | Parken, Kopenhagen Toeschouwers: 26.993 Scheidsrechter: Hellmut Krug (GER) |
| 3 juni Vriendschappelijk № 641 «onderlinge duels» 19:15 uur (UTC+2) | Jon Dahl Tomasson 33' Peter Schmeichel 61' (pen.) |       | 51' (pen.) Lorenzo Staelens 73' Marc Wilmots | Parken, Kopenhagen Toeschouwers: 26.993 Scheidsrechter: Hellmut Krug (GER) |

| Europees kampioenschap voetbal 2000 |
| ----------------------------------- |

|                                                                    |                                                         |       |            |                                                                                    |
| 11 juni EK 2000 Groep D № 642 «onderlinge duels» 18:00 uur (UTC+2) | Frankrijk                                               | 3 – 0 | Denemarken | Jan Breydelstadion, Brugge Toeschouwers: 29.000 Scheidsrechter: Günter Benkö (AUT) |
| 11 juni EK 2000 Groep D № 642 «onderlinge duels» 18:00 uur (UTC+2) | Laurent Blanc 16' Thierry Henry 64' Sylvain Wiltord 90' |       |            | Jan Breydelstadion, Brugge Toeschouwers: 29.000 Scheidsrechter: Günter Benkö (AUT) |

|                                                                    |                                                              |       |            |                                                                                 |
| 16 juni EK 2000 Groep D № 643 «onderlinge duels» 20:45 uur (UTC+2) | Nederland                                                    | 3 – 0 | Denemarken | Stadion De Kuip, Rotterdam Toeschouwers: 51.117 Scheidsrechter: Urs Meier (SUI) |
| 16 juni EK 2000 Groep D № 643 «onderlinge duels» 20:45 uur (UTC+2) | Patrick Kluivert 57' Ronald de Boer 66' Boudewijn Zenden 77' |       |            | Stadion De Kuip, Rotterdam Toeschouwers: 51.117 Scheidsrechter: Urs Meier (SUI) |

|                                                                    |                                         |       |            |                                                                                            |
| 21 juni EK 2000 Groep D № 644 «onderlinge duels» 20:45 uur (UTC+2) | Tsjechië                                | 2 – 0 | Denemarken | Maurice Dufrasnestadion, Luik Toeschouwers: 18.000 Scheidsrechter: Gamal El Ghandour (EGY) |
| 21 juni EK 2000 Groep D № 644 «onderlinge duels» 20:45 uur (UTC+2) | Vladimír Šmicer 64' Vladimír Šmicer 67' |       |            | Maurice Dufrasnestadion, Luik Toeschouwers: 18.000 Scheidsrechter: Gamal El Ghandour (EGY) |

|  |  |  |  |  |  |  |  |  |

|                                                                     |         |                                 |            |                                                                              |
| 16 augustus Noords Kampioenschap 2000/2001 № 645 «onderlinge duels» | Faeröer | 0 – 2                           | Denemarken | Tórsvøllur, Tórshavn Toeschouwers: 6.478 Scheidsrechter: Jon Skjervold (NOR) |
| 16 augustus Noords Kampioenschap 2000/2001 № 645 «onderlinge duels» |         | 56' Ebbe Sand 59' Brian Nielsen |            | Tórsvøllur, Tórshavn Toeschouwers: 6.478 Scheidsrechter: Jon Skjervold (NOR) |

|                                                                           |                         |       |                                           |                                                                                    |
| 2 september WK 2002 kwalificatie № 646 «onderlinge duels» 18:00 uur (UTC) | IJsland                 | 1 – 2 | Denemarken                                | Laugardalsvöllur, Reykjavik Toeschouwers: 7.017 Scheidsrechter: Stéphane Bré (FRA) |
| 2 september WK 2002 kwalificatie № 646 «onderlinge duels» 18:00 uur (UTC) | Eyjólfur Sverrisson 10' |       | 26' Jon Dahl Tomasson 49' Morten Bisgaard | Laugardalsvöllur, Reykjavik Toeschouwers: 7.017 Scheidsrechter: Stéphane Bré (FRA) |

|                                                                           |                 |       |                      |                                                                                     |
| 7 oktober WK 2002 kwalificatie № 647 «onderlinge duels» 15:00 uur (UTC+1) | Noord-Ierland   | 1 – 1 | Denemarken           | Windsor Park, Belfast Toeschouwers: 11.823 Scheidsrechter: Vitor Melo Pereira (POR) |
| 7 oktober WK 2002 kwalificatie № 647 «onderlinge duels» 15:00 uur (UTC+1) | David Healy 38' |       | 63' Dennis Rommedahl | Windsor Park, Belfast Toeschouwers: 11.823 Scheidsrechter: Vitor Melo Pereira (POR) |

|                                                                            |               |       |                      |                                                                           |
| 11 oktober WK 2002 kwalificatie № 648 «onderlinge duels» 19:15 uur (UTC+2) | Denemarken    | 1 – 1 | Bulgarije            | Parken, Kopenhagen Toeschouwers: 39.847 Scheidsrechter: Oğuz Sarvan (TUR) |
| 11 oktober WK 2002 kwalificatie № 648 «onderlinge duels» 19:15 uur (UTC+2) | Ebbe Sand 73' |       | 82' Dimitar Berbatov | Parken, Kopenhagen Toeschouwers: 39.847 Scheidsrechter: Oğuz Sarvan (TUR) |

|                                                                          |                                           |       |                   |                                                                              |
| 15 november Vriendschappelijk № 649 «onderlinge duels» 19:15 uur (UTC+1) | Denemarken                                | 2 – 1 | Duitsland         | Parken, Kopenhagen Toeschouwers: 17.664 Scheidsrechter: Fritz Stuchlik (AUT) |
| 15 november Vriendschappelijk № 649 «onderlinge duels» 19:15 uur (UTC+1) | Dennis Rommedahl 56' Dennis Rommedahl 66' |       | 84' Mehmet Scholl | Parken, Kopenhagen Toeschouwers: 17.664 Scheidsrechter: Fritz Stuchlik (AUT) |

### 2001
|                                                                          |       |                                                                           |            |                                                                                    |
| 24 maart WK 2002 kwalificatie № 650 «onderlinge duels» 20:00 uur (UTC+1) | Malta | 0 – 5                                                                     | Denemarken | Ta' Qalistadion, Ta' Qali Toeschouwers: 2.500 Scheidsrechter: Thomas McCurry (SCO) |
| 24 maart WK 2002 kwalificatie № 650 «onderlinge duels» 20:00 uur (UTC+1) |       | 8' Ebbe Sand 50' Jan Heintze 63' Ebbe Sand 76' Claus Jensen 80' Ebbe Sand |            | Ta' Qalistadion, Ta' Qali Toeschouwers: 2.500 Scheidsrechter: Thomas McCurry (SCO) |

|                                                                          |          |       |            |                                                                                  |
| 28 maart WK 2002 kwalificatie № 651 «onderlinge duels» 20:30 uur (UTC+2) | Tsjechië | 0 – 0 | Denemarken | Letenský stadion, Praag Toeschouwers: 16.354 Scheidsrechter: Graham Barber (ENG) |
| 28 maart WK 2002 kwalificatie № 651 «onderlinge duels» 20:30 uur (UTC+2) |          |       |            | Letenský stadion, Praag Toeschouwers: 16.354 Scheidsrechter: Graham Barber (ENG) |

|                                                                       |                                                                |       |          |                                                                            |
| 25 april Vriendschappelijk № 652 «onderlinge duels» 19:15 uur (UTC+2) | Denemarken                                                     | 3 – 0 | Slovenië | Parken, Kopenhagen Toeschouwers: 32.526 Scheidsrechter: Petteri Kari (FIN) |
| 25 april Vriendschappelijk № 652 «onderlinge duels» 19:15 uur (UTC+2) | Jesper Grønkjær 61' Jon Dahl Tomasson 69' (pen.) Ebbe Sand 82' |       |          | Parken, Kopenhagen Toeschouwers: 32.526 Scheidsrechter: Petteri Kari (FIN) |

|                                                                        |                                    |       |                |                                                                           |
| 2 juni WK 2002 kwalificatie № 653 «onderlinge duels» 19:15 uur (UTC+2) | Denemarken                         | 2 – 1 | Tsjechië       | Parken, Kopenhagen Toeschouwers: 41.669 Scheidsrechter: Markus Merk (GER) |
| 2 juni WK 2002 kwalificatie № 653 «onderlinge duels» 19:15 uur (UTC+2) | Ebbe Sand 6' Jon Dahl Tomasson 83' |       | 41' Roman Týce | Parken, Kopenhagen Toeschouwers: 41.669 Scheidsrechter: Markus Merk (GER) |

|                                                                        |                             |       |                  |                                                                              |
| 6 juni WK 2002 kwalificatie № 654 «onderlinge duels» 19:15 uur (UTC+2) | Denemarken                  | 2 – 1 | Malta            | Parken, Kopenhagen Toeschouwers: 38.499 Scheidsrechter: Sergei Shmolik (BLR) |
| 6 juni WK 2002 kwalificatie № 654 «onderlinge duels» 19:15 uur (UTC+2) | Ebbe Sand 43' Ebbe Sand 83' |       | 8' George Mallia | Parken, Kopenhagen Toeschouwers: 38.499 Scheidsrechter: Sergei Shmolik (BLR) |

|                                                                          |                  |       |            |                                                                                         |
| 15 augustus Vriendschappelijk № 655 «onderlinge duels» 20:45 uur (UTC+2) | Frankrijk        | 1 – 0 | Denemarken | Stade de la Beaujoire, Nantes Toeschouwers: 36.548 Scheidsrechter: Thomas McCurry (SCO) |
| 15 augustus Vriendschappelijk № 655 «onderlinge duels» 20:45 uur (UTC+2) | Robert Pirès 13' |       |            | Stade de la Beaujoire, Nantes Toeschouwers: 36.548 Scheidsrechter: Thomas McCurry (SCO) |

|                                                                             |                     |       |                    |                                                                              |
| 1 september WK 2002 kwalificatie № 656 «onderlinge duels» 19:15 uur (UTC+2) | Denemarken          | 1 – 1 | Noord-Ierland      | Parken, Kopenhagen Toeschouwers: 41.569 Scheidsrechter: Ryszard Wójcik (POL) |
| 1 september WK 2002 kwalificatie № 656 «onderlinge duels» 19:15 uur (UTC+2) | Dennis Rommedahl 3' |       | 73' Philip Mulryne | Parken, Kopenhagen Toeschouwers: 41.569 Scheidsrechter: Ryszard Wójcik (POL) |

|                                                                             |           |                                               |            |                                                                                        |
| 5 september WK 2002 kwalificatie № 657 «onderlinge duels» 20:00 uur (UTC+3) | Bulgarije | 0 – 2                                         | Denemarken | Balgarska Armijastadion, Sofia Toeschouwers: 21.500 Scheidsrechter: Jan Wegereef (NED) |
| 5 september WK 2002 kwalificatie № 657 «onderlinge duels» 20:00 uur (UTC+3) |           | 47' Jon Dahl Tomasson 90+1' Jon Dahl Tomasson |            | Balgarska Armijastadion, Sofia Toeschouwers: 21.500 Scheidsrechter: Jan Wegereef (NED) |

|                                                                           | |       |         |                                                                                    |
| 6 oktober WK 2002 kwalificatie № 658 «onderlinge duels» 20:15 uur (UTC+2) | Denemarken                                                                                                  | 6 – 0 | IJsland | Parken, Kopenhagen Toeschouwers: 41.769 Scheidsrechter: Arturo Daudén Ibáñez (ESP) |
| 6 oktober WK 2002 kwalificatie № 658 «onderlinge duels» 20:15 uur (UTC+2) | Dennis Rommedahl 13' Ebbe Sand 15' Thomas Gravesen 31' Thomas Gravesen 36' Ebbe Sand 67' Jan Michaelsen 90' |       |         | Parken, Kopenhagen Toeschouwers: 41.769 Scheidsrechter: Arturo Daudén Ibáñez (ESP) |

|                                                                          |                             |       |                              |                                                                             |
| 10 november Vriendschappelijk № 659 «onderlinge duels» 19:15 uur (UTC+1) | Denemarken                  | 1 – 1 | Nederland                    | Parken, Kopenhagen Toeschouwers: 20.354 Scheidsrechter: Stuart Dougal (SCO) |
| 10 november Vriendschappelijk № 659 «onderlinge duels» 19:15 uur (UTC+1) | Martin Jørgensen 84' (pen.) |       | 45' (pen.) Jimmy Hasselbaink | Parken, Kopenhagen Toeschouwers: 20.354 Scheidsrechter: Stuart Dougal (SCO) |

### 2002
|                                                                      |               |               |            |                                                                                    |
| 13 februari Vriendschappelijk № 660 «onderlinge duels» 20:30 (UTC+3) | Saoedi-Arabië | 0 – 1         | Denemarken | Koning Fahdstadion, Riyadh Toeschouwers: 7.000 Scheidsrechter: Qasim Shaaban (KUW) |
| 13 februari Vriendschappelijk № 660 «onderlinge duels» 20:30 (UTC+3) |               | 17' Ebbe Sand |            | Koning Fahdstadion, Riyadh Toeschouwers: 7.000 Scheidsrechter: Qasim Shaaban (KUW) |

|                                                                 |                                                     |       |            |                                                                                |
| 27 maart Vriendschappelijk № 661 «onderlinge duels» 19:30 (UTC) | Ierland                                             | 3 – 0 | Denemarken | Lansdowne Road, Dublin Toeschouwers: 42.000 Scheidsrechter: Brian Lawlor (WAL) |
| 27 maart Vriendschappelijk № 661 «onderlinge duels» 19:30 (UTC) | Ian Harte 19' Robbie Keane 54' Clinton Morrison 90' |       |            | Lansdowne Road, Dublin Toeschouwers: 42.000 Scheidsrechter: Brian Lawlor (WAL) |

|                                                                   |                                                           |       |                      |                                                                              |
| 17 april Vriendschappelijk № 662 «onderlinge duels» 19:15 (UTC+2) | Denemarken                                                | 3 – 1 | Israël               | Parken, Kopenhagen Toeschouwers: 9.598 Scheidsrechter: Jack van Hulten (NED) |
| 17 april Vriendschappelijk № 662 «onderlinge duels» 19:15 (UTC+2) | Jan Heintze 4' Jon Dahl Tomasson 14' Dennis Rommedahl 34' |       | 90' (pen.) Avi Nimni | Parken, Kopenhagen Toeschouwers: 9.598 Scheidsrechter: Jack van Hulten (NED) |

|                                                                 |                                                        |       |                    |                                                                             |
| 17 mei Vriendschappelijk № 663 «onderlinge duels» 19:15 (UTC+2) | Denemarken                                             | 2 – 1 | Kameroen           | Parken, Kopenhagen Toeschouwers: 34.571 Scheidsrechter: Rune Pedersen (NOR) |
| 17 mei Vriendschappelijk № 663 «onderlinge duels» 19:15 (UTC+2) | Lucien Mettomo 20' (e.d.) Jon Dahl Tomasson 58' (pen.) |       | 74' Modeste M'bami | Parken, Kopenhagen Toeschouwers: 34.571 Scheidsrechter: Rune Pedersen (NOR) |

|                                                                 |                                   |       |                 |                                                                                        |
| 26 mei Vriendschappelijk № 664 «onderlinge duels» 16:00 (UTC+9) | Denemarken                        | 2 – 1 | Tunesië         | Kimiidera Park, Wakayama Toeschouwers: 19.800 Scheidsrechter: Toshimitsu Yoshida (JPN) |
| 26 mei Vriendschappelijk № 664 «onderlinge duels» 16:00 (UTC+9) | Jesper Grønkjær 17' Ebbe Sand 67' |       | 62' Zied Jaziri | Kimiidera Park, Wakayama Toeschouwers: 19.800 Scheidsrechter: Toshimitsu Yoshida (JPN) |

| Wereldkampioenschap voetbal 2002 |
| -------------------------------- |

|                                                                   |                                             |           |                     |                                                                               |
| 1 juni WK 2002 Groep A № 665 «onderlinge duels» 18:00 uur (UTC+9) | Denemarken                                  | 2 – 1     | Uruguay             | Munsu Cup Stadion, Ulsan Toeschouwers: 30.157 Scheidsrechter: Saad Mane (KUW) |
| 1 juni WK 2002 Groep A № 665 «onderlinge duels» 18:00 uur (UTC+9) | Jon Dahl Tomasson 45' Jon Dahl Tomasson 83' | (details) | 47' Darío Rodríguez | Munsu Cup Stadion, Ulsan Toeschouwers: 30.157 Scheidsrechter: Saad Mane (KUW) |

|                                                                   |                |           |                              |                                                                              |
| 6 juni WK 2002 Groep A № 666 «onderlinge duels» 15:30 uur (UTC+9) | Senegal        | 1 – 1     | Denemarken                   | Daegustadion, Daegu Toeschouwers: 43.500 Scheidsrechter: Carlos Batres (GUA) |
| 6 juni WK 2002 Groep A № 666 «onderlinge duels» 15:30 uur (UTC+9) | Salif Diao 52' | (details) | 16' (pen.) Jon Dahl Tomasson | Daegustadion, Daegu Toeschouwers: 43.500 Scheidsrechter: Carlos Batres (GUA) |

|                                                                    |                                            |           |           |                                                                                              |
| 11 juni WK 2002 Groep A № 667 «onderlinge duels» 15:30 uur (UTC+9) | Denemarken                                 | 2 – 0     | Frankrijk | Incheon Munhakstadion, Incheon Toeschouwers: 48.100 Scheidsrechter: Vítor Melo Pereira (POR) |
| 11 juni WK 2002 Groep A № 667 «onderlinge duels» 15:30 uur (UTC+9) | Dennis Rommedahl 22' Jon Dahl Tomasson 67' | (details) |           | Incheon Munhakstadion, Incheon Toeschouwers: 48.100 Scheidsrechter: Vítor Melo Pereira (POR) |

|                                                                           |            |           |                                                    |                                                                                  |
| 15 juni WK 2002 Achtste finale № 668 «onderlinge duels» 20:30 uur (UTC+9) | Denemarken | 0 – 3     | Engeland                                           | Big Swan Stadion, Niigata Toeschouwers: 40.582 Scheidsrechter: Markus Merk (GER) |
| 15 juni WK 2002 Achtste finale № 668 «onderlinge duels» 20:30 uur (UTC+9) |            | (details) | 5' Rio Ferdinand 22' Michael Owen 44' Emile Heskey | Big Swan Stadion, Niigata Toeschouwers: 40.582 Scheidsrechter: Markus Merk (GER) |

|  |  |  |  |  |  |  |  |  |

|                                                                      |           |              |            |                                                                                |
| 21 augustus Vriendschappelijk № 669 «onderlinge duels» 20:00 (UTC+1) | Schotland | 0 – 1        | Denemarken | Hampden Park, Glasgow Toeschouwers: 28.766 Scheidsrechter: Leslie Irvine (NIR) |
| 21 augustus Vriendschappelijk № 669 «onderlinge duels» 20:00 (UTC+1) |           | 9' Ebbe Sand |            | Hampden Park, Glasgow Toeschouwers: 28.766 Scheidsrechter: Leslie Irvine (NIR) |

|                                                                         |                                      |       |                                             |                                                                              |
| 7 september EK 2004 kwalificatie № 670 «onderlinge duels» 16:00 (UTC+2) | Noorwegen                            | 2 – 2 | Denemarken                                  | Ullevaalstadion, Oslo Toeschouwers: 25.114 Scheidsrechter: Hugh Dallas (SCO) |
| 7 september EK 2004 kwalificatie № 670 «onderlinge duels» 16:00 (UTC+2) | John Arne Riise 54' John Carew 90+2' |       | 23' Jon Dahl Tomasson 71' Jon Dahl Tomasson | Ullevaalstadion, Oslo Toeschouwers: 25.114 Scheidsrechter: Hugh Dallas (SCO) |

|                                                                            |                                            |       |           |                                                                           |
| 12 oktober EK 2004 kwalificatie № 671 «onderlinge duels» 18:15 uur (UTC+2) | Denemarken                                 | 2 – 0 | Luxemburg | Parken, Kopenhagen Toeschouwers: 40.300 Scheidsrechter: Ferenc Bede (HUN) |
| 12 oktober EK 2004 kwalificatie № 671 «onderlinge duels» 18:15 uur (UTC+2) | Jon Dahl Tomasson 52' (pen.) Ebbe Sand 72' |       |           | Parken, Kopenhagen Toeschouwers: 40.300 Scheidsrechter: Ferenc Bede (HUN) |

|                                                                          |                                              |       |       |                                                                           |
| 20 november Vriendschappelijk № 672 «onderlinge duels» 19:15 uur (UTC+1) | Denemarken                                   | 2 – 0 | Polen | Parken, Kopenhagen Toeschouwers: 15.364 Scheidsrechter: Ruud Bossen (NED) |
| 20 november Vriendschappelijk № 672 «onderlinge duels» 19:15 uur (UTC+1) | Jon Dahl Tomasson 22' Thomas Røll Larsen 72' |       |       | Parken, Kopenhagen Toeschouwers: 15.364 Scheidsrechter: Ruud Bossen (NED) |

### 2003
|                                                                      |                  |       |                                                                          |                                                                             |
| 12 februari Vriendschappelijk № 673 «onderlinge duels» 20:00 (UTC+2) | Egypte           | 1 – 4 | Denemarken                                                               | Cairostadion, Cairo Toeschouwers: 30.000 Scheidsrechter: Abd El Fatah (EGY) |
| 12 februari Vriendschappelijk № 673 «onderlinge duels» 20:00 (UTC+2) | Ahmed Hossam 20' |       | 31' Claus Jensen 59' Jon Dahl Tomasson 68' Claus Jensen 70' Claus Jensen | Cairostadion, Cairo Toeschouwers: 30.000 Scheidsrechter: Abd El Fatah (EGY) |

|                                                                      |                                     |       | |                                                                                        |
| 29 maart EK 2004 kwalificatie № 674 «onderlinge duels» 18:00 (UTC+2) | Roemenië                            | 2 – 5 | Denemarken                                                                                                  | Stadionul Național, Boekarest Toeschouwers: 55.000 Scheidsrechter: Manuel Mejuto (ESP) |
| 29 maart EK 2004 kwalificatie № 674 «onderlinge duels» 18:00 (UTC+2) | Adrian Mutu 5' Dorinel Munteanu 47' |       | 9' Dennis Rommedahl 53' Thomas Gravesen 71' Jon Dahl Tomasson 74' (e.d.) Cosmin Contra 90' Dennis Rommedahl | Stadionul Național, Boekarest Toeschouwers: 55.000 Scheidsrechter: Manuel Mejuto (ESP) |

|                                                                     |            |                                      |                       |                                                                             |
| 2 april EK 2004 kwalificatie № 675 «onderlinge duels» 19:15 (UTC+2) | Denemarken | 0 – 2                                | Bosnië en Herzegovina | Parken, Kopenhagen Toeschouwers: 30.845 Scheidsrechter: Anton Stredák (SVK) |
| 2 april EK 2004 kwalificatie № 675 «onderlinge duels» 19:15 (UTC+2) |            | 23' Sergej Barbarez 29' Elvir Baljić |                       | Parken, Kopenhagen Toeschouwers: 30.845 Scheidsrechter: Anton Stredák (SVK) |

|                                                                   |                     |       |          |                                                                               |
| 30 april Vriendschappelijk № 676 «onderlinge duels» 19:15 (UTC+2) | Denemarken          | 1 – 0 | Oekraïne | Parken, Kopenhagen Toeschouwers: 14.599 Scheidsrechter: Tomasz Mikulski (POL) |
| 30 april Vriendschappelijk № 676 «onderlinge duels» 19:15 (UTC+2) | Thomas Gravesen 37' |       |          | Parken, Kopenhagen Toeschouwers: 14.599 Scheidsrechter: Tomasz Mikulski (POL) |

|                                                                    |                    |       |           |                                                                           |
| 7 juni EK 2004 kwalificatie № 677 «onderlinge duels» 19:15 (UTC+2) | Denemarken         | 1 – 0 | Noorwegen | Parken, Kopenhagen Toeschouwers: 41.824 Scheidsrechter: Graham Poll (ENG) |
| 7 juni EK 2004 kwalificatie № 677 «onderlinge duels» 19:15 (UTC+2) | Jesper Grønkjær 5' |       |           | Parken, Kopenhagen Toeschouwers: 41.824 Scheidsrechter: Graham Poll (ENG) |

|                                                                         |           |                                      |            |                                                                                        |
| 11 juni EK 2004 kwalificatie № 678 «onderlinge duels» 20:00 uur (UTC+2) | Luxemburg | 0 – 2                                | Denemarken | Stade Josy Barthel, Luxemburg Toeschouwers: 6.869 Scheidsrechter: Yuriy Baskakov (RUS) |
| 11 juni EK 2004 kwalificatie № 678 «onderlinge duels» 20:00 uur (UTC+2) |           | 22' Claus Jensen 50' Thomas Gravesen |            | Stade Josy Barthel, Luxemburg Toeschouwers: 6.869 Scheidsrechter: Yuriy Baskakov (RUS) |

|                                                                          |                     |       |                    |                                                                               |
| 20 augustus Vriendschappelijk № 679 «onderlinge duels» 19:15 uur (UTC+2) | Denemarken          | 1 – 1 | Finland            | Parken, Kopenhagen Toeschouwers: 14.882 Scheidsrechter: Michael McCurry (SCO) |
| 20 augustus Vriendschappelijk № 679 «onderlinge duels» 19:15 uur (UTC+2) | Jesper Grønkjær 42' |       | 88' Aki Riihilahti | Parken, Kopenhagen Toeschouwers: 14.882 Scheidsrechter: Michael McCurry (SCO) |

|                                                                          |                                                 |       |                                  |                                                                         |
| 10 september EK 2004 kwalificatie № 680 «onderlinge duels» 19:15 (UTC+2) | Denemarken                                      | 2 – 2 | Roemenië                         | Parken, Kopenhagen Toeschouwers: 42.049 Scheidsrechter: Urs Meier (SUI) |
| 10 september EK 2004 kwalificatie № 680 «onderlinge duels» 19:15 (UTC+2) | Jon Dahl Tomasson 35' (pen.) Martin Laursen 90' |       | 51' Adrian Mutu 72' Daniel Pancu | Parken, Kopenhagen Toeschouwers: 42.049 Scheidsrechter: Urs Meier (SUI) |

|                                                                        |                       |       |                      |                                                                                  |
| 11 oktober EK 2004 kwalificatie № 681 «onderlinge duels» 18:00 (UTC+2) | Bosnië en Herzegovina | 1 – 1 | Denemarken           | Koševostadion, Sarajevo Toeschouwers: 35.500 Scheidsrechter: Graham Barber (ENG) |
| 11 oktober EK 2004 kwalificatie № 681 «onderlinge duels» 18:00 (UTC+2) | Elvir Bolić 39'       |       | 12' Martin Jørgensen | Koševostadion, Sarajevo Toeschouwers: 35.500 Scheidsrechter: Graham Barber (ENG) |

|                                                                        |                             |       |                                                                       |                                                                                     |
| 16 november Vriendschappelijk № 682 «onderlinge duels» 16:00 uur (UTC) | Engeland                    | 2 – 3 | Denemarken                                                            | Old Trafford, Manchester Toeschouwers: 64.159 Scheidsrechter: Vladimír Hriňák (SVK) |
| 16 november Vriendschappelijk № 682 «onderlinge duels» 16:00 uur (UTC) | Wayne Rooney 5' Joe Cole 9' |       | 8' Martin Jørgensen 30' (pen.) Martin Jørgensen 82' Jon Dahl Tomasson | Old Trafford, Manchester Toeschouwers: 64.159 Scheidsrechter: Vladimír Hriňák (SVK) |

### 2004
|                                                                          |         |                      |            |                                                                                  |
| 18 februari Vriendschappelijk № 683 «onderlinge duels» 20:30 uur (UTC+2) | Turkije | 0 – 1                | Denemarken | 5 Ocakstadion, Adana Toeschouwers: 21.600 Scheidsrechter: Franz-Xaver Wack (GER) |
| 18 februari Vriendschappelijk № 683 «onderlinge duels» 20:30 uur (UTC+2) |         | 32' Martin Jørgensen |            | 5 Ocakstadion, Adana Toeschouwers: 21.600 Scheidsrechter: Franz-Xaver Wack (GER) |

|                                                                       |                                          |       |            |                                                                              |
| 31 maart Vriendschappelijk № 684 «onderlinge duels» 21:45 uur (UTC+2) | Spanje                                   | 2 – 0 | Denemarken | El Molinón, Gijón Toeschouwers: 18.600 Scheidsrechter: António Almeida (POR) |
| 31 maart Vriendschappelijk № 684 «onderlinge duels» 21:45 uur (UTC+2) | Fernando Morientes 22' Raúl González 60' |       |            | El Molinón, Gijón Toeschouwers: 18.600 Scheidsrechter: António Almeida (POR) |

|                                                                       |               |       |           |                                                                                 |
| 28 april Vriendschappelijk № 685 «onderlinge duels» 20:00 uur (UTC+2) | Denemarken    | 1 – 0 | Schotland | Parken, Kopenhagen Toeschouwers: 22.885 Scheidsrechter: Martin Ingvarsson (SWE) |
| 28 april Vriendschappelijk № 685 «onderlinge duels» 20:00 uur (UTC+2) | Ebbe Sand 61' |       |           | Parken, Kopenhagen Toeschouwers: 22.885 Scheidsrechter: Martin Ingvarsson (SWE) |

|                                                                     |                                       |       |                                         |                                                                                |
| 30 mei Vriendschappelijk № 686 «onderlinge duels» 20:00 uur (UTC+3) | Estland                               | 2 – 2 | Denemarken                              | A. Le Coq Arena, Tallinn Toeschouwers: 4.800 Scheidsrechter: Ruud Bossen (NED) |
| 30 mei Vriendschappelijk № 686 «onderlinge duels» 20:00 uur (UTC+3) | Kristen Viikmäe 76' Joel Lindpere 90' |       | 28' Jon Dahl Tomasson 79' Kenneth Pérez | A. Le Coq Arena, Tallinn Toeschouwers: 4.800 Scheidsrechter: Ruud Bossen (NED) |

|                                                                     |               |       |                                |                                                                              |
| 5 juni Vriendschappelijk № 687 «onderlinge duels» 17:00 uur (UTC+2) | Denemarken    | 1 – 2 | Kroatië                        | Parken, Kopenhagen Toeschouwers: 30.843 Scheidsrechter: Fritz Stuchlik (AUT) |
| 5 juni Vriendschappelijk № 687 «onderlinge duels» 17:00 uur (UTC+2) | Ebbe Sand 56' |       | 27' Tomo Šokota 39' Ivica Olić | Parken, Kopenhagen Toeschouwers: 30.843 Scheidsrechter: Fritz Stuchlik (AUT) |

| Europees kampioenschap voetbal 2004 |
| ----------------------------------- |

|                                                                    |            |       |        |                                                                                                 |
| 14 juni EK 2004 Groep C № 688 «onderlinge duels» 17:00 uur (UTC+1) | Denemarken | 0 – 0 | Italië | Estádio D. Afonso Henriques, Guimarães Toeschouwers: 29.595 Scheidsrechter: Manuel Mejuto (ESP) |
| 14 juni EK 2004 Groep C № 688 «onderlinge duels» 17:00 uur (UTC+1) |            |       |        | Estádio D. Afonso Henriques, Guimarães Toeschouwers: 29.595 Scheidsrechter: Manuel Mejuto (ESP) |

|                                                                    |           |                                             |            |                                                                                              |
| 18 juni EK 2004 Groep C № 689 «onderlinge duels» 17:00 uur (UTC+1) | Bulgarije | 0 – 2                                       | Denemarken | Estádio Municipal de Braga, Braga Toeschouwers: 24.131 Scheidsrechter: Lucílio Batista (POR) |
| 18 juni EK 2004 Groep C № 689 «onderlinge duels» 17:00 uur (UTC+1) |           | 44' Jon Dahl Tomasson 90+2' Jesper Grønkjær |            | Estádio Municipal de Braga, Braga Toeschouwers: 24.131 Scheidsrechter: Lucílio Batista (POR) |

|                                                                    |                                             |       |                                              |                                                                                |
| 22 juni EK 2004 Groep C № 690 «onderlinge duels» 19:45 uur (UTC+1) | Denemarken                                  | 2 – 2 | Zweden                                       | Estádio do Bessa, Porto Toeschouwers: 26.115 Scheidsrechter: Markus Merk (GER) |
| 22 juni EK 2004 Groep C № 690 «onderlinge duels» 19:45 uur (UTC+1) | Jon Dahl Tomasson 28' Jon Dahl Tomasson 66' |       | 47' (pen.) Henrik Larsson 89' Mattias Jonson | Estádio do Bessa, Porto Toeschouwers: 26.115 Scheidsrechter: Markus Merk (GER) |

|                                                                        |                                                |       |            |                                                                                     |
| 27 juni EK 2004 Kwartfinale № 691 «onderlinge duels» 19:45 uur (UTC+1) | Tsjechië                                       | 3 – 0 | Denemarken | Estádio do Dragão, Porto Toeschouwers: 41.092 Scheidsrechter: Valentin Ivanov (RUS) |
| 27 juni EK 2004 Kwartfinale № 691 «onderlinge duels» 19:45 uur (UTC+1) | Jan Koller 49' Milan Baroš 63' Milan Baroš 65' |       |            | Estádio do Dragão, Porto Toeschouwers: 41.092 Scheidsrechter: Valentin Ivanov (RUS) |

|  |  |  |  |  |  |  |  |  |

|                                                                          |                     |       |                                                                                         |                                                                              |
| 18 augustus Vriendschappelijk № 692 «onderlinge duels» 19:00 uur (UTC+2) | Polen               | 1 – 5 | Denemarken                                                                              | Stadion Miejski, Poznań Toeschouwers: 4.500 Scheidsrechter: Ivan Bebek (CRO) |
| 18 augustus Vriendschappelijk № 692 «onderlinge duels» 19:00 uur (UTC+2) | Maciej Żurawski 76' |       | 23' Peter Madsen 30' Peter Madsen 51' Thomas Gaardsøe 86' Claus Jensen 90' Peter Madsen | Stadion Miejski, Poznań Toeschouwers: 4.500 Scheidsrechter: Ivan Bebek (CRO) |

|                                                                             |                     |       |                  |                                                                         |
| 4 september WK 2006 kwalificatie № 693 «onderlinge duels» 20:00 uur (UTC+2) | Denemarken          | 1 – 1 | Oekraïne         | Parken, Kopenhagen Toeschouwers: 36.335 Scheidsrechter: Urs Meier (SUI) |
| 4 september WK 2006 kwalificatie № 693 «onderlinge duels» 20:00 uur (UTC+2) | Martin Jørgensen 9' |       | 56' Andriy Husin | Parken, Kopenhagen Toeschouwers: 36.335 Scheidsrechter: Urs Meier (SUI) |

|                                                                           |         |                                            |            |                                                                                     |
| 9 oktober WK 2006 kwalificatie № 694 «onderlinge duels» 20:45 uur (UTC+2) | Albanië | 0 – 2                                      | Denemarken | Qemal Stafastadion, Tirana Toeschouwers: 14.500 Scheidsrechter: Yuri Baskakov (RUS) |
| 9 oktober WK 2006 kwalificatie № 694 «onderlinge duels» 20:45 uur (UTC+2) |         | 52' Martin Jørgensen 72' Jon Dahl Tomasson |            | Qemal Stafastadion, Tirana Toeschouwers: 14.500 Scheidsrechter: Yuri Baskakov (RUS) |

|                                                                            |                              |       |                   |                                                                                 |
| 13 oktober WK 2006 kwalificatie № 695 «onderlinge duels» 20:00 uur (UTC+2) | Denemarken                   | 1 – 1 | Turkije           | Parken, Kopenhagen Toeschouwers: 41.331 Scheidsrechter: Massimo De Santis (ITA) |
| 13 oktober WK 2006 kwalificatie № 695 «onderlinge duels» 20:00 uur (UTC+2) | Jon Dahl Tomasson 27' (pen.) |       | 70' Nihat Kahveci | Parken, Kopenhagen Toeschouwers: 41.331 Scheidsrechter: Massimo De Santis (ITA) |

|                                                                             |                                            |       |                                            |                                                                                           |
| 17 november WK 2006 kwalificatie № 696 «onderlinge duels» 20:00 uur (UTC+3) | Georgië                                    | 2 – 2 | Denemarken                                 | Boris Paitsjadzestadion, Tbilisi Toeschouwers: 25.000 Scheidsrechter: Darko Čeferin (SLO) |
| 17 november WK 2006 kwalificatie № 696 «onderlinge duels» 20:00 uur (UTC+3) | Georgi Demetradze 33' Malchaz Asatiani 75' |       | 8' Jon Dahl Tomasson 64' Jon Dahl Tomasson | Boris Paitsjadzestadion, Tbilisi Toeschouwers: 25.000 Scheidsrechter: Darko Čeferin (SLO) |

### 2005
|                                                                            |                                                    |       |                      | |
| 9 februari WK 2006 kwalificatie № 697 «onderlinge duels» 21:30 uur (UTC+2) | Griekenland                                        | 2 – 1 | Denemarken           | Georgios Karaiskákis Stadion, Piraeus Toeschouwers: 32.430 Scheidsrechter: Pierluigi Collina (ITA) |
| 9 februari WK 2006 kwalificatie № 697 «onderlinge duels» 21:30 uur (UTC+2) | Theodoros Zagorakis 25' Angelos Basinas 32' (pen.) |       | 46' Dennis Rommedahl | Georgios Karaiskákis Stadion, Piraeus Toeschouwers: 32.430 Scheidsrechter: Pierluigi Collina (ITA) |

|                                                                          |                                                         |       |            |                                                                                 |
| 26 maart WK 2006 kwalificatie № 698 «onderlinge duels» 20:00 uur (UTC+1) | Denemarken                                              | 3 – 0 | Kazachstan | Parken, Kopenhagen Toeschouwers: 20.980 Scheidsrechter: Grzegorz Gilewski (POL) |
| 26 maart WK 2006 kwalificatie № 698 «onderlinge duels» 20:00 uur (UTC+1) | Peter Møller 10' Peter Møller 48' Christian Poulsen 33' |       |            | Parken, Kopenhagen Toeschouwers: 20.980 Scheidsrechter: Grzegorz Gilewski (POL) |

|                                                                          |                    |       |            |                                                                               |
| 30 maart WK 2006 kwalificatie № 699 «onderlinge duels» 19:15 uur (UTC+3) | Oekraïne           | 1 – 0 | Denemarken | NSK Olimpiejsky, Kiev Toeschouwers: 60.000 Scheidsrechter: Ľuboš Micheľ (SVK) |
| 30 maart WK 2006 kwalificatie № 699 «onderlinge duels» 19:15 uur (UTC+3) | Andrij Voronin 68' |       |            | NSK Olimpiejsky, Kiev Toeschouwers: 60.000 Scheidsrechter: Ľuboš Micheľ (SVK) |

|                                                                     |         |                         |            |                                                                                |
| 2 juni Vriendschappelijk № 700 «onderlinge duels» 20:00 uur (UTC+3) | Finland | 0 – 1                   | Denemarken | Ratina Stadion, Tampere Toeschouwers: 9.238 Scheidsrechter: Jan Wegereef (NED) |
| 2 juni Vriendschappelijk № 700 «onderlinge duels» 20:00 uur (UTC+3) |         | 90' Michael Silberbauer |            | Ratina Stadion, Tampere Toeschouwers: 9.238 Scheidsrechter: Jan Wegereef (NED) |

|                                                                        |                                                       |       |                   |                                                                                |
| 8 juni WK 2006 kwalificatie № 701 «onderlinge duels» 20:00 uur (UTC+2) | Denemarken                                            | 3 – 1 | Albanië           | Parken, Kopenhagen Toeschouwers: 26.366 Scheidsrechter: Peter Fröjdfeldt (SWE) |
| 8 juni WK 2006 kwalificatie № 701 «onderlinge duels» 20:00 uur (UTC+2) | Søren Larsen 5' Søren Larsen 47' Martin Jørgensen 55' |       | 73' Erjon Bogdani | Parken, Kopenhagen Toeschouwers: 26.366 Scheidsrechter: Peter Fröjdfeldt (SWE) |

|                                                                          |                                                                                     |       |                  |                                                                                  |
| 17 augustus Vriendschappelijk № 702 «onderlinge duels» 20:00 uur (UTC+2) | Denemarken                                                                          | 4 – 1 | Engeland         | Parken, Kopenhagen Toeschouwers: 41.438 Scheidsrechter: Tom Henning Øvrebø (NOR) |
| 17 augustus Vriendschappelijk № 702 «onderlinge duels» 20:00 uur (UTC+2) | Dennis Rommedahl 60' Jon Dahl Tomasson 63' Michael Gravgaard 67' Søren Larsen 90+2' |       | 87' Wayne Rooney | Parken, Kopenhagen Toeschouwers: 41.438 Scheidsrechter: Tom Henning Øvrebø (NOR) |

|                                                                             |                                |       |                                     |                                                                                     |
| 3 september WK 2006 kwalificatie № 703 «onderlinge duels» 21:00 uur (UTC+3) | Turkije                        | 2 – 2 | Denemarken                          | BJK Inönüstadion, Istanbul Toeschouwers: 29.721 Scheidsrechter: Manuel Mejuto (ESP) |
| 3 september WK 2006 kwalificatie № 703 «onderlinge duels» 21:00 uur (UTC+3) | Okan Buruk 47' Tümer Metin 80' |       | 40' Claus Jensen 90+3' Søren Larsen | BJK Inönüstadion, Istanbul Toeschouwers: 29.721 Scheidsrechter: Manuel Mejuto (ESP) |

|                                                                             | |       |                       |                                                                               |
| 7 september WK 2006 kwalificatie № 704 «onderlinge duels» 20:00 uur (UTC+2) | Denemarken | 6 – 1 | Georgië               | Parken, Kopenhagen Toeschouwers: 27.177 Scheidsrechter: Emil Bozinovski (MKD) |
| 7 september WK 2006 kwalificatie № 704 «onderlinge duels» 20:00 uur (UTC+2) | Claus Jensen 10' Christian Poulsen 30' Daniel Agger 43' Jon Dahl Tomasson 55' Søren Larsen 80' Søren Larsen 84' |       | 37' Georgi Demetradze | Parken, Kopenhagen Toeschouwers: 27.177 Scheidsrechter: Emil Bozinovski (MKD) |

|                                                                           |                       |       |             |                                                                                        |
| 8 oktober WK 2006 kwalificatie № 705 «onderlinge duels» 20:00 uur (UTC+2) | Denemarken            | 1 – 0 | Griekenland | Idrætsparken, Kopenhagen Toeschouwers: 42.099 Scheidsrechter: Frank De Bleeckere (BEL) |
| 8 oktober WK 2006 kwalificatie № 705 «onderlinge duels» 20:00 uur (UTC+2) | Michael Gravgaard 40' |       |             | Idrætsparken, Kopenhagen Toeschouwers: 42.099 Scheidsrechter: Frank De Bleeckere (BEL) |

|                                                                            |                      |       |                                             |                                                                                 |
| 12 oktober WK 2006 kwalificatie № 706 «onderlinge duels» 22:00 uur (UTC+6) | Kazachstan           | 1 – 2 | Denemarken                                  | Centraalstadion, Almaty Toeschouwers: 8.050 Scheidsrechter: Edo Trivković (CRO) |
| 12 oktober WK 2006 kwalificatie № 706 «onderlinge duels» 22:00 uur (UTC+6) | Aleksandr Kuchma 86' |       | 46' Michael Gravgaard 49' Jon Dahl Tomasson | Centraalstadion, Almaty Toeschouwers: 8.050 Scheidsrechter: Edo Trivković (CRO) |

### 2006
|                                                                      |        |                                    |            |                                                                                      |
| 1 maart Vriendschappelijk № 707 «onderlinge duels» 19:50 uur (UTC+2) | Israël | 0 – 2                              | Denemarken | Nationaal Stadion, Ramat Gan Toeschouwers: 15.762 Scheidsrechter: Peter Sippel (GER) |
| 1 maart Vriendschappelijk № 707 «onderlinge duels» 19:50 uur (UTC+2) |        | 7' Kenneth Pérez 19' Morten Skoubo |            | Nationaal Stadion, Ramat Gan Toeschouwers: 15.762 Scheidsrechter: Peter Sippel (GER) |

|                                                                     |                       |       |                  |                                                                            |
| 27 mei Vriendschappelijk № 708 «onderlinge duels» 20:00 uur (UTC+2) | Denemarken            | 1 – 1 | Paraguay         | NRGi Park, Aarhus Toeschouwers: 20.047 Scheidsrechter: Steve Bennett (ENG) |
| 27 mei Vriendschappelijk № 708 «onderlinge duels» 20:00 uur (UTC+2) | Jon Dahl Tomasson 51' |       | 20' José Cardozo | NRGi Park, Aarhus Toeschouwers: 20.047 Scheidsrechter: Steve Bennett (ENG) |

|                                                                     |                                              |       |            |                                                                                    |
| 31 mei Vriendschappelijk № 709 «onderlinge duels» 21:00 uur (UTC+2) | Frankrijk                                    | 2 – 0 | Denemarken | Stade Bollaert-Delelis, Lens Toeschouwers: 39.000 Scheidsrechter: Alan Kelly (IRL) |
| 31 mei Vriendschappelijk № 709 «onderlinge duels» 21:00 uur (UTC+2) | Thierry Henry 12' Sylvain Wiltord 75' (pen.) |       |            | Stade Bollaert-Delelis, Lens Toeschouwers: 39.000 Scheidsrechter: Alan Kelly (IRL) |

|                                                                          |                                           |       |       |                                                                            |
| 16 augustus Vriendschappelijk № 710 «onderlinge duels» 20:00 uur (UTC+2) | Denemarken                                | 2 – 0 | Polen | Fionia Park, Odense Toeschouwers: 10.000 Scheidsrechter: Tony Asumaa (FIN) |
| 16 augustus Vriendschappelijk № 710 «onderlinge duels» 20:00 uur (UTC+2) | Nicklas Bendtner 32' Dennis Rommedahl 62' |       |       | Fionia Park, Odense Toeschouwers: 10.000 Scheidsrechter: Tony Asumaa (FIN) |

|                                                                          |                                                                                       |       |                                           |                                                                                  |
| 1 september Vriendschappelijk № 711 «onderlinge duels» 20:00 uur (UTC+2) | Denemarken                                                                            | 4 – 2 | Portugal                                  | Brøndbystadion, Kopenhagen Toeschouwers: 13.186 Scheidsrechter: Alan Kelly (IRL) |
| 1 september Vriendschappelijk № 711 «onderlinge duels» 20:00 uur (UTC+2) | Jon Dahl Tomasson 15' Thomas Kahlenberg 21' Martin Jørgensen 78' Nicklas Bendtner 90' |       | 17' Ricardo Carvalho 66' Ricardo Carvalho | Brøndbystadion, Kopenhagen Toeschouwers: 13.186 Scheidsrechter: Alan Kelly (IRL) |

|                                                                           |         |                                           |            |                                                                                       |
| 6 september EK 2008 kwalificatie № 712 «onderlinge duels» 18:05 uur (UTC) | IJsland | 0 – 2                                     | Denemarken | Laugardalsvöllur, Reykjavik Toeschouwers: 10.007 Scheidsrechter: Nikolai Ivanov (RUS) |
| 6 september EK 2008 kwalificatie № 712 «onderlinge duels» 18:05 uur (UTC) |         | 5' Dennis Rommedahl 33' Jon Dahl Tomasson |            | Laugardalsvöllur, Reykjavik Toeschouwers: 10.007 Scheidsrechter: Nikolai Ivanov (RUS) |

|                                                                           |            |       |               |                                                                             |
| 7 oktober EK 2008 kwalificatie № 713 «onderlinge duels» 20:00 uur (UTC+2) | Denemarken | 0 – 0 | Noord-Ierland | Parken, Kopenhagen Toeschouwers: 41.482 Scheidsrechter: Konrad Plautz (AUT) |
| 7 oktober EK 2008 kwalificatie № 713 «onderlinge duels» 20:00 uur (UTC+2) |            |       |               | Parken, Kopenhagen Toeschouwers: 41.482 Scheidsrechter: Konrad Plautz (AUT) |

|                                                                            |               |                                                                                     |            |                                                                                 |
| 11 oktober EK 2008 kwalificatie № 714 «onderlinge duels» 20:15 uur (UTC+2) | Liechtenstein | 0 – 4                                                                               | Denemarken | Rheinparkstadion, Vaduz Toeschouwers: 2.400 Scheidsrechter: Ceri Richards (WAL) |
| 11 oktober EK 2008 kwalificatie № 714 «onderlinge duels» 20:15 uur (UTC+2) |               | 29' Daniel Jensen 32' Michael Gravgaard 51' Jon Dahl Tomasson 64' Jon Dahl Tomasson |            | Rheinparkstadion, Vaduz Toeschouwers: 2.400 Scheidsrechter: Ceri Richards (WAL) |

|                                                                          |                 |       |                       |                                                                             |
| 15 november Vriendschappelijk № 715 «onderlinge duels» 20:15 uur (UTC+1) | Tsjechië        | 1 – 1 | Denemarken            | Toyota Arena, Praag Toeschouwers: 6.852 Scheidsrechter: Damir Skomina (SLO) |
| 15 november Vriendschappelijk № 715 «onderlinge duels» 20:15 uur (UTC+1) | Milan Baroš 90' |       | 28' Peter Løvenkrands | Toyota Arena, Praag Toeschouwers: 6.852 Scheidsrechter: Damir Skomina (SLO) |

### 2007
|                                                                       |                   |       |                                                              |                                                                           |
| 6 februari Vriendschappelijk № 716 «onderlinge duels» 20:00 uur (UTC) | Australië         | 1 – 3 | Denemarken                                                   | Loftus Road, Londen Toeschouwers: 12.476 Scheidsrechter: Rob Styles (ENG) |
| 6 februari Vriendschappelijk № 716 «onderlinge duels» 20:00 uur (UTC) | Brett Emerton 85' |       | 5' Jon Dahl Tomasson 27' Daniel Jensen 36' Jon Dahl Tomasson | Loftus Road, Londen Toeschouwers: 12.476 Scheidsrechter: Rob Styles (ENG) |

|                                                                          |                                        |       |                       |                                                                                              |
| 24 maart EK 2008 kwalificatie № 717 «onderlinge duels» 22:00 uur (UTC+1) | Spanje                                 | 2 – 1 | Denemarken            | Estadio Santiago Bernabéu, Madrid Toeschouwers: 75.000 Scheidsrechter: Massimo Busacca (SUI) |
| 24 maart EK 2008 kwalificatie № 717 «onderlinge duels» 22:00 uur (UTC+1) | Fernando Morientes 34' David Villa 45' |       | 49' Michael Gravgaard | Estadio Santiago Bernabéu, Madrid Toeschouwers: 75.000 Scheidsrechter: Massimo Busacca (SUI) |

|                                                                       |           |                      |            |                                                                            |
| 28 maart Vriendschappelijk № 718 «onderlinge duels» 20:00 uur (UTC+2) | Duitsland | 0 – 1                | Denemarken | MSV Arena, Duisburg Toeschouwers: 31.500 Scheidsrechter: Howard Webb (ENG) |
| 28 maart Vriendschappelijk № 718 «onderlinge duels» 20:00 uur (UTC+2) |           | 81' Nicklas Bendtner |            | MSV Arena, Duisburg Toeschouwers: 31.500 Scheidsrechter: Howard Webb (ENG) |

|                                                                        |                                                           |       |                                                         |                                                                              |
| 2 juni EK 2008 kwalificatie № 719 «onderlinge duels» 20:00 uur (UTC+2) | Denemarken                                                | 3 – 3 | Zweden                                                  | Parken, Kopenhagen Toeschouwers: 42.083 Scheidsrechter: Herbert Fandel (GER) |
| 2 juni EK 2008 kwalificatie № 719 «onderlinge duels» 20:00 uur (UTC+2) | Daniel Agger 34' Jon Dahl Tomasson 62' Leon Andreasen 76' |       | 7' Johan Elmander 22' Petter Hansson 26' Johan Elmander | Parken, Kopenhagen Toeschouwers: 42.083 Scheidsrechter: Herbert Fandel (GER) |

|                                                                        |         |                                           |            |                                                                                |
| 6 juni EK 2008 kwalificatie № 720 «onderlinge duels» 21:30 uur (UTC+3) | Letland | 0 – 2                                     | Denemarken | Skontostadion, Riga Toeschouwers: 3.900 Scheidsrechter: Matteo Trefoloni (ITA) |
| 6 juni EK 2008 kwalificatie № 720 «onderlinge duels» 21:30 uur (UTC+3) |         | 15' Dennis Rommedahl 17' Dennis Rommedahl |            | Skontostadion, Riga Toeschouwers: 3.900 Scheidsrechter: Matteo Trefoloni (ITA) |

|                                                                          |            |                                                                 |         |                                                                               |
| 22 augustus Vriendschappelijk № 721 «onderlinge duels» 20:00 uur (UTC+2) | Denemarken | 0 – 4                                                           | Ierland | NRGi Park, Aarhus Toeschouwers: 17.331 Scheidsrechter: Thomas Einwaller (AUT) |
| 22 augustus Vriendschappelijk № 721 «onderlinge duels» 20:00 uur (UTC+2) |            | 29' Robbie Keane 40' Robbie Keane 54' Shane Long 66' Shane Long |         | NRGi Park, Aarhus Toeschouwers: 17.331 Scheidsrechter: Thomas Einwaller (AUT) |

|                                                                             |        |       |            |                                                                                             |
| 8 september EK 2008 kwalificatie № 722 «onderlinge duels» 20:30 uur (UTC+2) | Zweden | 0 – 0 | Denemarken | Råsunda Fotbollstadion, Solna Toeschouwers: 33.082 Scheidsrechter: Frank De Bleeckere (BEL) |
| 8 september EK 2008 kwalificatie № 722 «onderlinge duels» 20:30 uur (UTC+2) |        |       |            | Råsunda Fotbollstadion, Solna Toeschouwers: 33.082 Scheidsrechter: Frank De Bleeckere (BEL) |

|                                                                              |                                                                                     |       |               |                                                                               |
| 12 september EK 2008 kwalificatie № 723 «onderlinge duels» 20:00 uur (UTC+2) | Denemarken                                                                          | 4 – 0 | Liechtenstein | NRGi Park, Aarhus Toeschouwers: 20.005 Scheidsrechter: Mark Clattenburg (ENG) |
| 12 september EK 2008 kwalificatie № 723 «onderlinge duels» 20:00 uur (UTC+2) | Morten Nordstrand 3' Martin Laursen 12' Jon Dahl Tomasson 18' Morten Nordstrand 36' |       |               | NRGi Park, Aarhus Toeschouwers: 20.005 Scheidsrechter: Mark Clattenburg (ENG) |

|                                                                            |                       |       |                                                   |                                                                           |
| 13 oktober EK 2008 kwalificatie № 724 «onderlinge duels» 20:00 uur (UTC+2) | Denemarken            | 1 – 3 | Spanje                                            | NRGi Park, Aarhus Toeschouwers: 19.849 Scheidsrechter: Ľuboš Micheľ (SVK) |
| 13 oktober EK 2008 kwalificatie № 724 «onderlinge duels» 20:00 uur (UTC+2) | Jon Dahl Tomasson 88' |       | 14' Raúl Tamudo 40' Sergio Ramos 89' Albert Riera | NRGi Park, Aarhus Toeschouwers: 19.849 Scheidsrechter: Ľuboš Micheľ (SVK) |

|                                                                            |                                                                    |       |                    |                                                                            |
| 17 oktober EK 2008 kwalificatie № 725 «onderlinge duels» 20:00 uur (UTC+2) | Denemarken                                                         | 3 – 1 | Letland            | Parken, Kopenhagen Toeschouwers: 19.004 Scheidsrechter: Cüneyt Çakır (TUR) |
| 17 oktober EK 2008 kwalificatie № 725 «onderlinge duels» 20:00 uur (UTC+2) | Jon Dahl Tomasson 7' (pen.) Ulrik Laursen 27' Dennis Rommedahl 90' |       | 80' Kaspars Gorkšs | Parken, Kopenhagen Toeschouwers: 19.004 Scheidsrechter: Cüneyt Çakır (TUR) |

|                                                                           |                                   |       |                      |                                                                              |
| 17 november EK 2008 kwalificatie № 726 «onderlinge duels» 19:45 uur (UTC) | Noord-Ierland                     | 2 – 1 | Denemarken           | Windsor Park, Belfast Toeschouwers: 14.500 Scheidsrechter: Pieter Vink (NED) |
| 17 november EK 2008 kwalificatie № 726 «onderlinge duels» 19:45 uur (UTC) | Warren Feeney 62' David Healy 80' |       | 51' Nicklas Bendtner | Windsor Park, Belfast Toeschouwers: 14.500 Scheidsrechter: Pieter Vink (NED) |

|                                                                             |                                                                  |       |         |                                                                                    |
| 21 november EK 2008 kwalificatie № 727 «onderlinge duels» 20:00 uur (UTC+2) | Denemarken                                                       | 3 – 0 | IJsland | Parken, Kopenhagen Toeschouwers: 15.393 Scheidsrechter: Olegário Benquerença (POR) |
| 21 november EK 2008 kwalificatie № 727 «onderlinge duels» 20:00 uur (UTC+2) | Nicklas Bendtner 34' Jon Dahl Tomasson 44' Thomas Kahlenberg 59' |       |         | Parken, Kopenhagen Toeschouwers: 15.393 Scheidsrechter: Olegário Benquerença (POR) |

### 2008
|                                                                         |                        |       |                                                   |                                                                                       |
| 6 februari Vriendschappelijk № 728 «onderlinge duels» 20:00 uur (UTC+1) | Slovenië               | 1 – 2 | Denemarken                                        | Športni Park, Nova Gorica Toeschouwers: 1.500 Scheidsrechter: Thorsten Kinhöfer (GER) |
| 6 februari Vriendschappelijk № 728 «onderlinge duels» 20:00 uur (UTC+1) | Milivoje Novakovič 38' |       | 31' (pen.) Jon Dahl Tomasson 63' Nicklas Bendtner | Športni Park, Nova Gorica Toeschouwers: 1.500 Scheidsrechter: Thorsten Kinhöfer (GER) |

|                                                                       |                      |       |                |                                                                               |
| 26 maart Vriendschappelijk № 729 «onderlinge duels» 20:15 uur (UTC+1) | Denemarken           | 1 – 1 | Tsjechië       | SAS Arena, Herning Toeschouwers: 10.456 Scheidsrechter: Tomasz Mikulski (POL) |
| 26 maart Vriendschappelijk № 729 «onderlinge duels» 20:15 uur (UTC+1) | Nicklas Bendtner 25' |       | 42' Jan Koller | SAS Arena, Herning Toeschouwers: 10.456 Scheidsrechter: Tomasz Mikulski (POL) |

|                                                                     |                          |       |                       |                                                                                    |
| 29 mei Vriendschappelijk № 730 «onderlinge duels» 20:00 uur (UTC+2) | Nederland                | 1 – 1 | Denemarken            | Philips Stadion, Eindhoven Toeschouwers: 34.000 Scheidsrechter: Tony Chapron (FRA) |
| 29 mei Vriendschappelijk № 730 «onderlinge duels» 20:00 uur (UTC+2) | Ruud van Nistelrooij 29' |       | 55' Christian Poulsen | Philips Stadion, Eindhoven Toeschouwers: 34.000 Scheidsrechter: Tony Chapron (FRA) |

|                                                                     |                     |       |                     |                                                                                 |
| 1 juni Vriendschappelijk № 731 «onderlinge duels» 16:00 uur (UTC+2) | Polen               | 1 – 1 | Denemarken          | Śląskistadion, Chorzów Toeschouwers: 40.000 Scheidsrechter: Philippe Kalt (FRA) |
| 1 juni Vriendschappelijk № 731 «onderlinge duels» 16:00 uur (UTC+2) | Jacek Krzynówek 43' |       | 28' Martin Vingaard | Śląskistadion, Chorzów Toeschouwers: 40.000 Scheidsrechter: Philippe Kalt (FRA) |

|                                                                          |            |                                                    |        |                                                                              |
| 20 augustus Vriendschappelijk № 732 «onderlinge duels» 20:15 uur (UTC+2) | Denemarken | 0 – 3                                              | Spanje | Parken, Kopenhagen Toeschouwers: 26.155 Scheidsrechter: Martin Hansson (SWE) |
| 20 augustus Vriendschappelijk № 732 «onderlinge duels» 20:15 uur (UTC+2) |            | 49' Xabi Alonso 73' Xavi Hernández 90' Xabi Alonso |        | Parken, Kopenhagen Toeschouwers: 26.155 Scheidsrechter: Martin Hansson (SWE) |

|                                                                             |           |       |            |                                                                                        |
| 6 september WK 2010 kwalificatie № 733 «onderlinge duels» 19:45 uur (UTC+2) | Hongarije | 0 – 0 | Denemarken | Ferenc Puskásstadion, Boedapest Toeschouwers: 18.984 Scheidsrechter: Alain Hamer (LUX) |
| 6 september WK 2010 kwalificatie № 733 «onderlinge duels» 19:45 uur (UTC+2) |           |       |            | Ferenc Puskásstadion, Boedapest Toeschouwers: 18.984 Scheidsrechter: Alain Hamer (LUX) |

|                                                                              |                          |       |                                                                |                                                                                        |
| 10 september WK 2010 kwalificatie № 734 «onderlinge duels» 20:45 uur (UTC+1) | Portugal                 | 2 – 3 | Denemarken                                                     | Estádio José Alvalade, Lissabon Toeschouwers: 33.505 Scheidsrechter: Howard Webb (ENG) |
| 10 september WK 2010 kwalificatie № 734 «onderlinge duels» 20:45 uur (UTC+1) | Nani 41' Deco 85' (pen.) |       | 84' Nicklas Bendtner 90' Christian Poulsen 90+2' Daniel Jensen | Estádio José Alvalade, Lissabon Toeschouwers: 33.505 Scheidsrechter: Howard Webb (ENG) |

|                                                                            |                                                           |       |       |                                                                                 |
| 11 oktober WK 2010 kwalificatie № 735 «onderlinge duels» 20:00 uur (UTC+2) | Denemarken                                                | 3 – 0 | Malta | Parken, Kopenhagen Toeschouwers: 33.124 Scheidsrechter: Levan Paniashvili (GEO) |
| 11 oktober WK 2010 kwalificatie № 735 «onderlinge duels» 20:00 uur (UTC+2) | Søren Larsen 10' Daniel Agger 29' (pen.) Søren Larsen 46' |       |       | Parken, Kopenhagen Toeschouwers: 33.124 Scheidsrechter: Levan Paniashvili (GEO) |

|                                                                          |            |                   |       |                                                                                   |
| 19 november Vriendschappelijk № 736 «onderlinge duels» 20:15 uur (UTC+1) | Denemarken | 0 – 1             | Wales | Brøndbystadion, Brøndby Toeschouwers: 10.271 Scheidsrechter: Michael Weiner (GER) |
| 19 november Vriendschappelijk № 736 «onderlinge duels» 20:15 uur (UTC+1) |            | 77' Craig Bellamy |       | Brøndbystadion, Brøndby Toeschouwers: 10.271 Scheidsrechter: Michael Weiner (GER) |

### 2009
|                                                                          |                 |       |                   |                                                                                                |
| 11 februari Vriendschappelijk № 737 «onderlinge duels» 21:15 uur (UTC+2) | Griekenland     | 1 – 1 | Denemarken        | Georgios Karaiskákisstadion, Piraeus Toeschouwers: 5.000 Scheidsrechter: Alberto Undiano (ESP) |
| 11 februari Vriendschappelijk № 737 «onderlinge duels» 21:15 uur (UTC+2) | Fanis Gekas 61' |       | 49' Jonas Borring | Georgios Karaiskákisstadion, Piraeus Toeschouwers: 5.000 Scheidsrechter: Alberto Undiano (ESP) |

|                                                                          |       |                                                         |            |                                                                                     |
| 28 maart WK 2010 kwalificatie № 738 «onderlinge duels» 20:00 uur (UTC+1) | Malta | 0 – 3                                                   | Denemarken | Ta' Qalistadion, Ta' Qali Toeschouwers: 6.235 Scheidsrechter: Tomasz Mikulski (POL) |
| 28 maart WK 2010 kwalificatie № 738 «onderlinge duels» 20:00 uur (UTC+1) |       | 12' Søren Larsen 23' Søren Larsen 89' Morten Nordstrand |            | Ta' Qalistadion, Ta' Qali Toeschouwers: 6.235 Scheidsrechter: Tomasz Mikulski (POL) |

|                                                                         |                                                           |       |         |                                                                             |
| 1 april WK 2010 kwalificatie № 739 «onderlinge duels» 20:15 uur (UTC+2) | Denemarken                                                | 3 – 0 | Albanië | Parken, Kopenhagen Toeschouwers: 24.320 Scheidsrechter: Damir Skomina (SLO) |
| 1 april WK 2010 kwalificatie № 739 «onderlinge duels» 20:15 uur (UTC+2) | Leon Andreasen 31' Søren Larsen 37' Christian Poulsen 80' |       |         | Parken, Kopenhagen Toeschouwers: 24.320 Scheidsrechter: Damir Skomina (SLO) |

|                                                                        |        |                       |            |                                                                             |
| 6 juni WK 2010 kwalificatie № 740 «onderlinge duels» 20:00 uur (UTC+2) | Zweden | 0 – 1                 | Denemarken | Råsundastadion, Solna Toeschouwers: 33.619 Scheidsrechter: Mike Riley (ENG) |
| 6 juni WK 2010 kwalificatie № 740 «onderlinge duels» 20:00 uur (UTC+2) |        | 22' Thomas Kahlenberg |            | Råsundastadion, Solna Toeschouwers: 33.619 Scheidsrechter: Mike Riley (ENG) |

|                                                                          |                  |       |                                        |                                                                                      |
| 12 augustus Vriendschappelijk № 741 «onderlinge duels» 20:15 uur (UTC+2) | Denemarken       | 1 – 2 | Chili                                  | Brøndbystadion, Brøndby Toeschouwers: 8.700 Scheidsrechter: Kristinn Jakobsson (ISL) |
| 12 augustus Vriendschappelijk № 741 «onderlinge duels» 20:15 uur (UTC+2) | Lasse Schöne 63' |       | 61' Esteban Paredes 69' Alexis Sánchez | Brøndbystadion, Brøndby Toeschouwers: 8.700 Scheidsrechter: Kristinn Jakobsson (ISL) |

|                                                                             |                      |       |             |                                                                               |
| 5 september WK 2010 kwalificatie № 742 «onderlinge duels» 20:00 uur (UTC+2) | Denemarken           | 1 – 1 | Portugal    | Parken, Kopenhagen Toeschouwers: 37.998 Scheidsrechter: Massimo Busacca (SUI) |
| 5 september WK 2010 kwalificatie № 742 «onderlinge duels» 20:00 uur (UTC+2) | Nicklas Bendtner 43' |       | 86' Liédson | Parken, Kopenhagen Toeschouwers: 37.998 Scheidsrechter: Massimo Busacca (SUI) |

|                                                                             |                   |       |                      |                                                                                   |
| 9 september WK 2010 kwalificatie № 743 «onderlinge duels» 20:30 uur (UTC+2) | Albanië           | 1 – 1 | Denemarken           | Qemal Stafastadion, Tirana Toeschouwers: 8.000 Scheidsrechter: Cüneyt Çakır (TUR) |
| 9 september WK 2010 kwalificatie № 743 «onderlinge duels» 20:30 uur (UTC+2) | Erjon Bogdani 51' |       | 40' Nicklas Bendtner | Qemal Stafastadion, Tirana Toeschouwers: 8.000 Scheidsrechter: Cüneyt Çakır (TUR) |

|                                                                            |                   |       |        |                                                                             |
| 10 oktober WK 2010 kwalificatie № 744 «onderlinge duels» 20:00 uur (UTC+2) | Denemarken        | 1 – 0 | Zweden | Parken, Kopenhagen Toeschouwers: 37.800 Scheidsrechter: Manuel Mejuto (ESP) |
| 10 oktober WK 2010 kwalificatie № 744 «onderlinge duels» 20:00 uur (UTC+2) | Jakob Poulsen 78' |       |        | Parken, Kopenhagen Toeschouwers: 37.800 Scheidsrechter: Manuel Mejuto (ESP) |

|                                                                            |            |                  |           |                                                                             |
| 14 oktober WK 2010 kwalificatie № 745 «onderlinge duels» 20:45 uur (UTC+2) | Denemarken | 0 – 1            | Hongarije | Parken, Kopenhagen Toeschouwers: 36.966 Scheidsrechter: Florian Meyer (GER) |
| 14 oktober WK 2010 kwalificatie № 745 «onderlinge duels» 20:45 uur (UTC+2) |            | 35' Ákos Buzsáky |           | Parken, Kopenhagen Toeschouwers: 36.966 Scheidsrechter: Florian Meyer (GER) |

|                                                                          |            |       |            |                                                                                     |
| 14 november Vriendschappelijk № 746 «onderlinge duels» 20:00 uur (UTC+1) | Denemarken | 0 – 0 | Zuid-Korea | Blue Water Arena, Esbjerg Toeschouwers: 15.460 Scheidsrechter: Martin Hansson (SWE) |
| 14 november Vriendschappelijk № 746 «onderlinge duels» 20:00 uur (UTC+1) |            |       |            | Blue Water Arena, Esbjerg Toeschouwers: 15.460 Scheidsrechter: Martin Hansson (SWE) |

|                                                                          |                                                          |       |                     |                                                                            |
| 18 november Vriendschappelijk № 747 «onderlinge duels» 20:30 uur (UTC+1) | Denemarken                                               | 3 – 1 | Verenigde Staten    | NRGi Park, Aarhus Toeschouwers: 15.192 Scheidsrechter: Craig Thomson (SCO) |
| 18 november Vriendschappelijk № 747 «onderlinge duels» 20:30 uur (UTC+1) | Johan Absalonsen 47' Søren Rieks 52' Martin Bernburg 55' |       | 26' Jeff Cunningham | NRGi Park, Aarhus Toeschouwers: 15.192 Scheidsrechter: Craig Thomson (SCO) |

DBU · A-internationals · Selecties · Bondscoaches · Deens vrouwenelftal · Olympisch elftal · Denemarken U21 · Denemarken U20 · Denemarken U19 · Denemarken U18 · Denemarken U17 · Denemarken U16 · Vrouwen U17
1908 – 1919 ·
1920 – 1929 ·
1930 – 1939 ·
1940 – 1949 ·
1950 – 1959 ·
1960 – 1969 ·
1970 – 1979 ·
1980 – 1989 ·
1990 – 1999 ·
2000 – 2009 ·
2010 – 2019 ·
2020 − 2029
EK's: 1964 · 
1984 · 
1988 · 
1992 · 
1996 · 
2000 · 
2004 · 
2012 · 
2020 · 
2024
WK's: 1986 · 
1998 · 
2002 · 
2010 · 
2018 · 
2022
OS: 1908 · 
1912 · 
1920 · 
1948 · 
1952 · 
1960 · 
1972 · 
1992 · 
2016
1908 · 
1909 · 
1910 · 
1911 · 
1912 · 
1913 · 
1914 · 
1915 · 
1916 · 
1917 · 
1918 · 
1919 · 
1920 · 
1921 · 
1922 · 
1923 · 
1924 · 
1925 · 
1926 · 
1927 · 
1928 · 
1929 · 
1930 · 
1931 · 
1932 · 
1933 · 
1934 · 
1935 · 
1936 · 
1937 · 
1938 · 
1939 · 
1940 · 
1941 · 
1942 · 
1943 · 
1944 · 
1946 · 
1947 · 
1948 · 
1949 · 
1950 · 
1952 · 
1952 · 
1953 · 
1954 · 
1955 · 
1956 · 
1957 · 
1958 · 
1959 · 
1960 · 
1961 · 
1962 · 
1963 · 
1964 · 
1965 · 
1966 · 
1967 · 
1968 · 
1969 · 
1970 · 
1971 · 
1972 · 
1973 · 
1974 · 
1975 · 
1976 · 
1977 · 
1978 · 
1979 · 
1980 · 
1981 · 
1982 · 
1983 · 
1984 · 
1985 · 
1986 · 
1987 · 
1988 · 
1989 · 
1990 ·
1991 · 
1992 · 
1993 · 
1994 · 
1995 · 
1996 · 
1997 · 
1998 · 
1999 · 
2000 · 
2001 · 
2002 · 
2003 · 
2004 · 
2005 · 
2006 · 
2007 · 
2008 · 
2009 · 
2010 · 
2011 · 
2012 · 
2013 · 
2014 · 
2015 · 
2016 · 
2017 · 
2018 ·
2019 ·
2020 ·
2021 ·
2022 ·
2023
Albanië ·
Algerije ·
Argentinië ·
Armenië ·
Australië ·
België ·
Bermuda ·
Bosnië en Herzegovina · 
Brazilië ·
Bulgarije ·
Canada ·
Chili ·
Cyprus ·
DDR ·
Duitsland ·
Ecuador ·
Egypte ·
Engeland ·
Estland ·
Faeröer · 
Finland · 
Frankrijk ·
Gambia ·
Georgië ·
Ghana ·
Gibraltar ·
GOS ·
Griekenland ·
Honduras ·
Hongarije ·
Hongkong ·
Ierland ·
IJsland ·
Indonesië ·
Iran ·
Israël ·
Italië ·
Japan ·
Joegoslavië ·
Kameroen ·
Kazachstan ·
Kosovo · 
Kroatië · 
Letland ·
Liechtenstein ·
Litouwen ·
Luxemburg ·
Malta ·
Marokko ·
Mexico ·
Moldavië · 
Montenegro · 
Nederland ·
Nederlandse Antillen ·
Nigeria ·
Noord-Ierland ·
Noord-Macedonië ·
Noorwegen ·
Oekraïne ·
Oostenrijk ·
Panama ·
Paraguay ·
Peru ·
Polen ·
Portugal ·
Roemenië ·
Rusland ·
San Marino ·
Saoedi-Arabië ·
Schotland ·
Senegal ·
Servië ·
Singapore ·
Slovenië ·
Slowakije ·
Sovjet-Unie ·
Spanje ·
Suriname ·
Thailand ·
Togo · 
Tsjechië ·
Tsjecho-Slowakije ·
Tunesië · 
Turkije · 
Uruguay ·
Verenigde Arabische Emiraten ·
Verenigde Staten ·
Wales ·
Wit-Rusland ·
Zuid-Afrika ·
Zuid-Korea ·
Zweden ·
Zwitserland
Argentinië (1995) · 
Australië (2018) ·
Australië (2022) · 
België (2021) · 
Duitsland (1992) · 
Duitsland (2012) · 
Engeland (2021) · 
Finland (2021) · 
Frankrijk (2002) · 
Frankrijk (2018) · 
Japan (2010) · 
Kameroen (2010) · 
Kroatië (2018) · 
Nederland (2010) · 
Nederland (2012) · 
Peru (2018) · 
Portugal (2012) · 
Rusland (2021) · 
Senegal (2002) · 
Tsjechië (2021) · 
Uruguay (2002) · 
Wales (2021)
AFC-zone: Afghanistan · Australië · Bahrein · Bangladesh · Bhutan · Brunei · Cambodja · China · Filipijnen · Guam · Hongkong · India · Indonesië · Iran · Irak · Japan · Jemen · Jordanië · Koeweit · Kirgizië · Laos · Libanon · Macau · Maleisië · Maldiven · Mongolië · Myanmar · Nepal · Noord-Korea · Oezbekistan · Oman · Oost-Timor · Pakistan · Palestina · Qatar · Saoedi-Arabië · Singapore · Sri Lanka · Syrië · Tadzjikistan · Taiwan · Thailand · Turkmenistan · Verenigde Arabische Emiraten · Vietnam · Zuid-Korea

CAF-zone: Algerije · Angola · Benin · Botswana · Burkina Faso · Burundi · Centraal-Afrikaanse Republiek · Comoren · Congo-Brazzaville · Congo-Kinshasa · Djibouti · Egypte · Equatoriaal-Guinea · Eritrea · Ethiopië · Gabon · Gambia · Ghana · Guinee · Guinee-Bissau · Ivoorkust · Kaapverdië · Kameroen · Kenia · Lesotho · Liberia · Libië · Madagaskar · Malawi · Mali  ·Mauritanië · Mauritius · Marokko · Mozambique · Namibië · Niger · Nigeria · Oeganda · Rwanda · Sao Tomé en Principe · Senegal · Seychellen · Sierra Leone · Soedan · Somalië · Swaziland · Tanzania · Togo · Tsjaad · Tunesië · Zambia · Zimbabwe · Zuid-Afrika

CONCACAF-zone: Amerikaanse Maagdeneilanden · Anguilla · Antigua en Barbuda · Aruba · Bahama's · Barbados · Belize · Bermuda · Britse Maagdeneilanden · Canada · Kaaimaneilanden · Costa Rica · Cuba · Dominica · Dominicaanse Republiek · El Salvador · Frans Guyana · Grenada · Guadeloupe · Guatemala · Guyana · Haïti · Honduras · Jamaica · Martinique · Mexico · Montserrat · 
Nicaragua · Panama · Puerto Rico · Saint Kitts en Nevis · Saint Lucia · Saint Vincent en de Grenadines · Sint Maarten · Suriname · Trinidad en Tobago · Turks- en Caicoseilanden · Verenigde Staten

CONMEBOL-zone: Argentinië · Bolivia · Brazilië · Chili · Colombia · Ecuador · Paraguay · Peru · Uruguay · Venezuela

OFC-zone: Amerikaans-Samoa · Cookeilanden · Fiji · Nieuw-Caledonië · Nieuw-Zeeland · Papoea-Nieuw-Guinea · Samoa · Salomoneilanden · Tahiti · Tonga · Vanuatu

UEFA-zone: Albanië · Andorra · Armenië · Azerbeidzjan · België · Bosnië en Herzegovina · Bulgarije · Cyprus · Denemarken · Duitsland · Engeland · Estland · Faeröer · Finland · Frankrijk · Georgië · Griekenland · Hongarije · IJsland · Ierland · Israël · Italië · Kazachstan · Kroatië · Letland · Liechtenstein · Litouwen · Luxemburg · Macedonië · Malta · Moldavië · Montenegro · Nederland · Noord-Ierland · Noorwegen · Oekraïne · Oostenrijk · Polen · Portugal · Roemenië · Rusland · San Marino · Schotland · Servië · Servië en Montenegro · Slovenië · Slowakije · Spanje · Tsjechië · Turkije · Wales · Wit-Rusland · Zweden · Zwitserland